# NGC 4288A
NGC 4288A (другие обозначения — MCG 8-23-7, PGC 39841) — галактика в созвездии Гончие Псы.
Этот объект не входит в число перечисленных в оригинальной редакции «Нового общего каталога» и был добавлен позднее.